# Virová vektorová vakcína
Virová vektorová vakcína je vakcína, která používá virový vektor k dodání genetické informace požadovaného antigenu do hostitelských buněk příjemce. Do dubna 2021 dostalo povolení k použití na lidech šest virových vektorových vakcín alespoň v jedné zemi: čtyři vakcíny proti covidu-19 a dvě vakcíny proti ebole.

## Technologie
Virové vektorové vakcíny používají modifikovanou verzi viru jako vektor pro dodání genetické informace nukleové kyseliny zahrnující antigen, jehož cílem je nahradit původní infekční verzi a přitom vyvolat podobnou imunitní reakci jako na originální virus. Virové vektorové vakcíny nevyvolávají infekci ani virovým vektorem, ani zdrojovým antigenem. Genetický materiál, který tělu dodávají, se neintegruje do genomu člověka.
Virové vektorové vakcíny způsobují reakci antigenu v buňkách a indukují silnou cytotoxickou T-tymfocytovou odpověď, na rozdíl od podjednotkových vakcín, které vyvolávají pouze humorální imunitu. Většina virových vektorů je navržena tak, aby se nemohla replikovat. Geny potřebné pro replikaci se odstraňují.

## Vektorové viry

### Adenovirus
Adenovirové vektory mají výhodu vysoké transdukční účinnosti, exprese transgenu a širokého virového tropismu a mohou napadat dělící se i nedělící se buňky. Nevýhodou je, že mnoho lidí má již existující imunitu vůči adenovirům v důsledku předchozí expozice. Lidský adenovirus sérotyp 5 se často používá, protože může být snadno produkován ve vysokých koncentracích.
Do dubna 2021 byly alespoň v jedné zemi povoleny čtyři adenovirové vektorové vakcíny proti nemoci covid-19:
- Vakcína Oxford–AstraZeneca používá modifikovaný šimpanzí adenovirus ChAdOx1[3][4]
- Sputnik V používá lidský adenovirus sérotyp 26 pro první injekci a sérotyp 5 pro druhou.[5][6]
- Vakcína Janssen používá sérotyp 26.[7][8][9]
- Convidecia používá sérotyp 5.[10][11]

Zabdeno, první dávka vakcíny Zabdeno/Mvabea Ebola, je odvozena z lidského adenoviru sérotypu 26 vylučujícího glykoprotein varianty viru ebola Mayinga. Obě dávky jsou nereplikující se vektory a nesou genetický kód několika proteinů viru ebola.

### Další
Vakcína rVSV-ZEBOV je vakcína proti ebole. Jedná se o rekombinantní, nereplikující se vakcínu sestávající z viru vezikulární stomatitidy geneticky upraveného tak, že gen pro přirozený obalový glykoprotein viru vezikulární stomatitidy je nahrazen tím z Kikwitského Zaire kmene viru ebola z roku 1995.
Mvabea, druhá dávka vakcíny Zabdeno/Mvabea Ebola, je modifikovaný vektor vakcíny Ankara, poxvirového typu. Obě dávky jsou nereplikující se vektory a nesou genetický kód několika proteinů viru ebola.
Mezi další viry, které byly zkoumány jako vektory vakcín, patří adeno-asociovaný virus, retrovirus (včetně lentiviru), cytomegalovirus a virus Sendai, stejně jako virus chřipky a virus spalniček.

## Historie
Před vakcínami zaměřenými proti viru SARS-CoV-2, který způsobuje nemoc covid-19, byly provedeny klinické studie virových vektorových vakcín na lidech proti několika infekčním onemocněním, cílily mimo jiné na virus Zika, chřipkové viry, respirační syncytiální virus, HIV a malárii.
Dvě vakcíny proti ebole využívající technologii virových vektorů byly použity při vypuknutí eboly v západní Africe (2013–2016) a v Demokratické republice Kongo (2018–2020). Vakcína rVSV-ZEBOV byla schválena pro lékařské použití v Evropské unii v listopadu 2019 a ve Spojených státech v prosinci 2019. Vakcína proti ebole Zabdeno/Mvabea byla schválena pro lékařské použití v Evropské unii v červenci 2020.